# Andy Mayerl

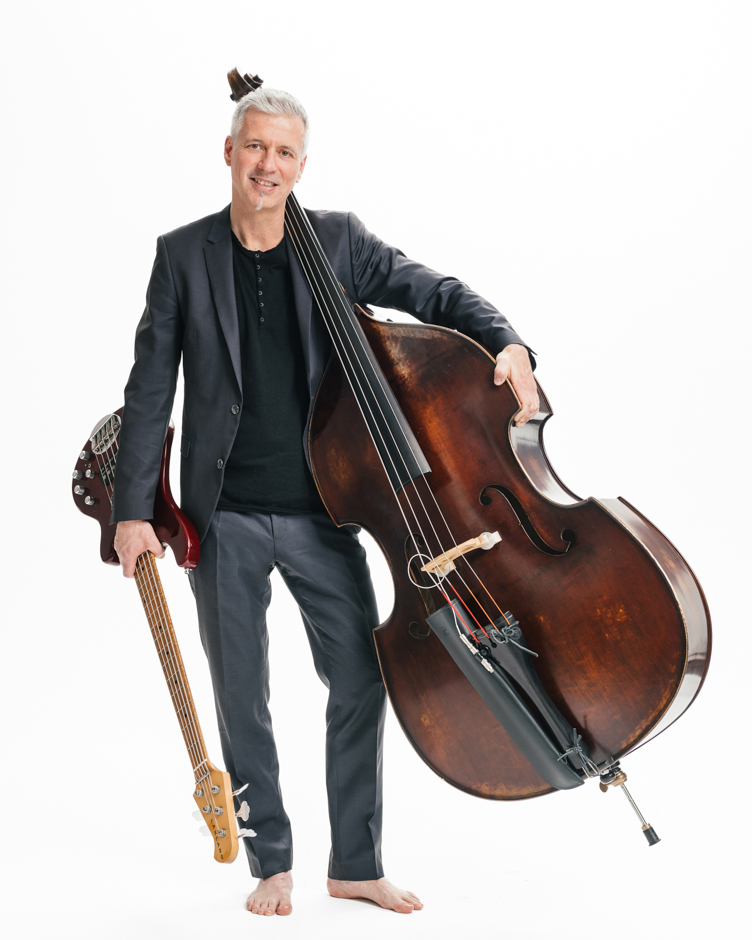
Andy Mayerl 2024

Andy Mayerl (* 1973 in Innsbruck) ist ein österreichischer Bassist, Autor und Musikpädagoge.

## Werdegang
Mayerl wuchs in Innsbruck auf und begann seine musikalische Laufbahn im Alter von 13 Jahren. Seine Musikstudium absolvierte er am Tiroler Landeskonservatorium Innsbruck (klassischer Kontrabass), an der Anton Bruckner Privatuniversität Linz (Jazz-Kontrabass) und an der Universität für Musik und darstellende Kunst Wien (E-Bass). Seit 2009 lebt und arbeitet er in Wien.
Mayerl ist in zahlreichen Musikrichtungen von Pop, Rock, Jazz, Musiktheater über Musical aktiv und konzertierte u. a. mit José Feliciano, Myles Sanko, Sona MacDonald, Willi Resetarits, Josef Hader, Georg Ringsgwandl und dem Tonkünstler-Orchester Niederösterreich. Von 2008 bis 2025 war er beständiges Mitglied im musikalischen Ensemble des Theaters in der Josefstadt in Wien. Als Bandleader leitet er seine Event- und Gala-Band Jazz & Soda – Finest Austrian Lounge-Music.
Als Autor veröffentlichte er bislang 14 Lehrbücher, die alle bei der deutschen Edition DUX erschienen sind. Sein bekanntestes Werk ist Bass Unlimited – Ein umfassendes Arbeitsbuch für E-Bass, das in mehreren Auflagen erschienen ist und zu den Standardwerken der deutschsprachigen Basspädagogik zählt. Weitere bedeutende Werke sind Walking Bass – Step by Step zu Jazz- & Latin-Basslinien und die 12-teilige Lehrbuch-Reihe Jazz Club – Jazz spielend erlernen (mit Co-Autor Christian Wegscheider), die 2013 mit dem Best Edition-Award des Deutschen Musikverleger-Verbandes ausgezeichnet wurde.
Seit vielen Jahren unterrichtet Mayerl E-Bass, Jazz-Kontrabass, Ensemble und Musiktheorie an österreichischen Musikschulen und ist regelmäßig als Leiter von Workshops und Fortbildungen tätig.
Neben der Musik gilt seine Leidenschaft dem Sport, insbesondere dem Bergsport. Er absolvierte die Ausbildungen zum geprüften Bergwanderführer, zertifizierten Gesund- und Vitalcoach und staatlichen Instruktor für Skitouren, Skihochtouren und Studiofitness und war als Trainer für das Universitätssportinstitut Wien, die Sportunion und als Bergsportführer für den Alpenverein Austria tätig. 2024 gründet er Vienna Alpine – Bergwanderführer Wien und bietet Wanderungen, Berg- und Schneeschuhtouren an.

## Diskographie (Auswahl)
- The Whizkey Brothers feat. Sona MacDonald: Eine Hommage an Billie Holiday
- Sabina Hank: Blue Notes On Christmas
- Bramböck/Mayerl/Hofer/Wegscheider: Der Pilot Herr Fridolin – ein Kinder Jazz-Album
- Roman Grinberg: Jazzorchester Klezmetropol
- Rens Newland The GeeBeeDee Trio: Algorhythm
- Die Weihnachtsmander: Weihnacht, wie bist du schön
- Andy Mayerl: Mirror´in
- Nina Proll & Band: live
- European Jazz Youth Orchester: live 1 & 2

## Buch-Veröffentlichungen
- BASS UNLIMITED - Ein umfassendes Arbeitsbuch für E-Bass. Edition Dux, 2007,  ISBN 978-3-934958-50-0.
- WALKING BASS – Step by Step zu Jazz- & Latin-Basslinien. Edition Dux, 2009,  ISBN 978-3-86849-007-7.
- mit Christian Wegscheider: JAZZ CLUB – Jazz spielend erlernen Bandleader. Edition Dux, 2012,  ISBN 978-3-86849-206-4.
- mit Christian Wegscheider: JAZZ CLUB – Jazz spielend erlernen Querflöte. Edition Dux, 2012,  ISBN 978-3-86849-216-3.
- mit Christian Wegscheider: JAZZ CLUB – Jazz spielend erlernen Violine. Edition Dux, 2012, ISBN 978-3-86849-215-6.
- mit Christian Wegscheider: JAZZ CLUB – Jazz spielend erlernen Posaune. Edition Dux, 2012, ISBN 978-3-86849-214-9.
- mit Christian Wegscheider: JAZZ CLUB – Jazz spielend erlernen Klarinette. Edition Dux, 2012, ISBN 978-3-86849-213-2.
- mit Christian Wegscheider: JAZZ CLUB – Jazz spielend erlernen Altsaxophon. Edition Dux, 2012, ISBN 978-3-86849-212-5.
- mit Christian Wegscheider: JAZZ CLUB – Jazz spielend erlernen Trompete. Edition Dux, 2012, ISBN 978-3-86849-211-8.
- mit Christian Wegscheider: JAZZ CLUB – Jazz spielend erlernen Tenorsaxophon. Edition Dux, 2012, ISBN 978-3-86849-210-1.
- mit Christian Wegscheider: JAZZ CLUB – Jazz spielend erlernen Gitarre. Edition Dux, 2012, ISBN 978-3-86849-209-5.
- mit Christian Wegscheider: JAZZ CLUB – Jazz spielend erlernen Bass. Edition Dux, 2012, ISBN 978-3-86849-208-8.
- mit Christian Wegscheider: JAZZ CLUB – Jazz spielend erlernen Klavier. Edition Dux, 2012, ISBN 978-3-86849-207-1.
- mit Christian Wegscheider: JAZZ CLUB – Jazz spielend erlernen Schlagzeug. Edition Dux, 2012, ISBN 978-3-86849-217-0.